# Annette Heick
Annette Vollmer Heick (* 12. November 1971 in Frederiksberg) ist eine dänische Moderatorin, Journalistin, Drehbuchautorin, Sängerin und Synchronsprecherin.

## Leben
Heick begann 1987 ihre Karriere als Journalistin bei der dänischen Tageszeitung B.T. und wechselte dann von dort zu dem Illustrierten Wochenblatt Se og Hør, wo sie bis 1996 tätig war. Von 2001 bis 2002 arbeitete sie auch als Autorin beim Ekstra Bladet. Als Sängerin hatte sie 1988 den Hit Du skælder mig hele tiden ud zusammen mit dem dänischen Musiker Tommy Seebach. Im Oktober 2005 veröffentlichte sie erstes Debüt-Album, Right Time auf einen eigenen Plattenlabel. Sie beteiligte sich mehrmals am Dansk Melodi Grand Prix, wobei sie im Jahr 2007 mit den Lied Copenhagen Airport am meisten Aufmerksamkeit erregte.
Heick war ab 2002 auch als Moderatorin für die Sender und Programme von DR und TV 2, Kanal 4 und TvDanmark tätig. Ihren Durchbruch in der Film- und Fernsehbranche schaffte sie in der dänischen Fernsehserie Ushi Heiku, wo sie die gleichnamige japanische Person verkörperte. 2012 war sie die Gastgeberin der dänischen Fernsehsendung Haps! Du er fanget, von der eine Staffel im Sommer 2013 gesendet wurde. In der Folge wirkte sie auch bei einigen anderen dänischen Film- und Fernsehproduktion mit.
Annette Heick ist außerdem als dänische Synchronsprecherin in mehreren Zeichentrick- und Animationsfilmen bzw. Serien tätig. So sprach sie unter anderem die Stimme von Daisy Duck in Mickys Clubhaus, Douglas McNoggin in Lloyd im All, Prinzessin Atta in der Pixar-Produktion Das große Krabbeln, Shego in Kim Possible, den Porsche 911 in Cars und Cars 2 sowie Sandy Cheeks in SpongeBob Schwammkopf. Des Weiteren sprach sie die dänische Stimme der Yvonne Jensen in den beiden Olsenbande-Animationsfilmen Die Olsenbande in feiner Gesellschaft von 2010 und zu deren Fortsetzung Die Olsenbande auf hoher See von 2013. 
Im Det Ny Teater trat sie in dem Musical Wicked – Die Hexen von Oz auf, wo sie die Rolle der Glinda spielte.
Annette Heick ist die Tochter der bekannten dänischen Sänger, Musiker und Entertainer Keld und Hilda Heick. Zusammen mit ihrem Mann, Jesper Vollmer, hat sie zwei Söhne, Eliot und Storm und leben gemeinsam in Skåne in Schweden.

## Filmografie

### Schauspielerin
- 2001: Langt fra Las Vegas (Fernsehserie)
- 2002–2003: Ushi Heiku
- 2002: Torsdag i 2'eren (Fernsehserie)
- 2003: Freak Show 2003 (Fernsehshow)
- 2010: Die Olsenbande in feiner Gesellschaft (Olsen-banden på de bonede gulve, Animationsfilm dänische Stimme als Yvonne Jensen)
- 2010–2014: Aftenshowet
- 2012: Masterchef
- 2012: Price inviterer
- 2013: Die Olsenbande auf hoher See (Olsen Banden på dybt van, Animationsfilm, dänische Stimme als Yvonne Jensen)

### Drehbuchautorin
- 2000–2003: Roomservice
- 2008: Gi' mig 5